# Planileberis
Planileberis is een geslacht van uitgestorven kreeftachtigen uit de klasse van de Ostracoda (mosselkreeftjes).

## Soorten
- Planileberis corrosa (Veen, 1936) Deroo, 1966 †
- Planileberis cuneata (Kafka, 1886) Gruendel, 1969 †
- Planileberis faujasi (Veen, 1936) Gruendel, 1973 †
- Planileberis foveata Weaver, 1982 †
- Planileberis lepida (Bosquet, 1854) Deroo, 1966 †
- Planileberis malzi (Bischopf, 1963) Hirsch, Honigstein & Rosenfeld, 1983 †
- Planileberis miraflorensis Musacchio, 1990 †
- Planileberis planissima (Veen, 1936) Deroo, 1966 †
- Planileberis praetexta (Damotte, 1971), 1991 †
- Planileberis pustulata Rosenfeld, 1974 †
- Planileberis rectangularis Colin, 1973 †
- Planileberis santoniensis Gruendel, 1968 †
- Planileberis scrobicularis Weaver, 1982 †
- Planileberis spinosa (Szczechura, 1965) Clarke, 1983 †
- Planileberis subtilis Babinot, 1980 †